# Вікові дуби (Вільне)

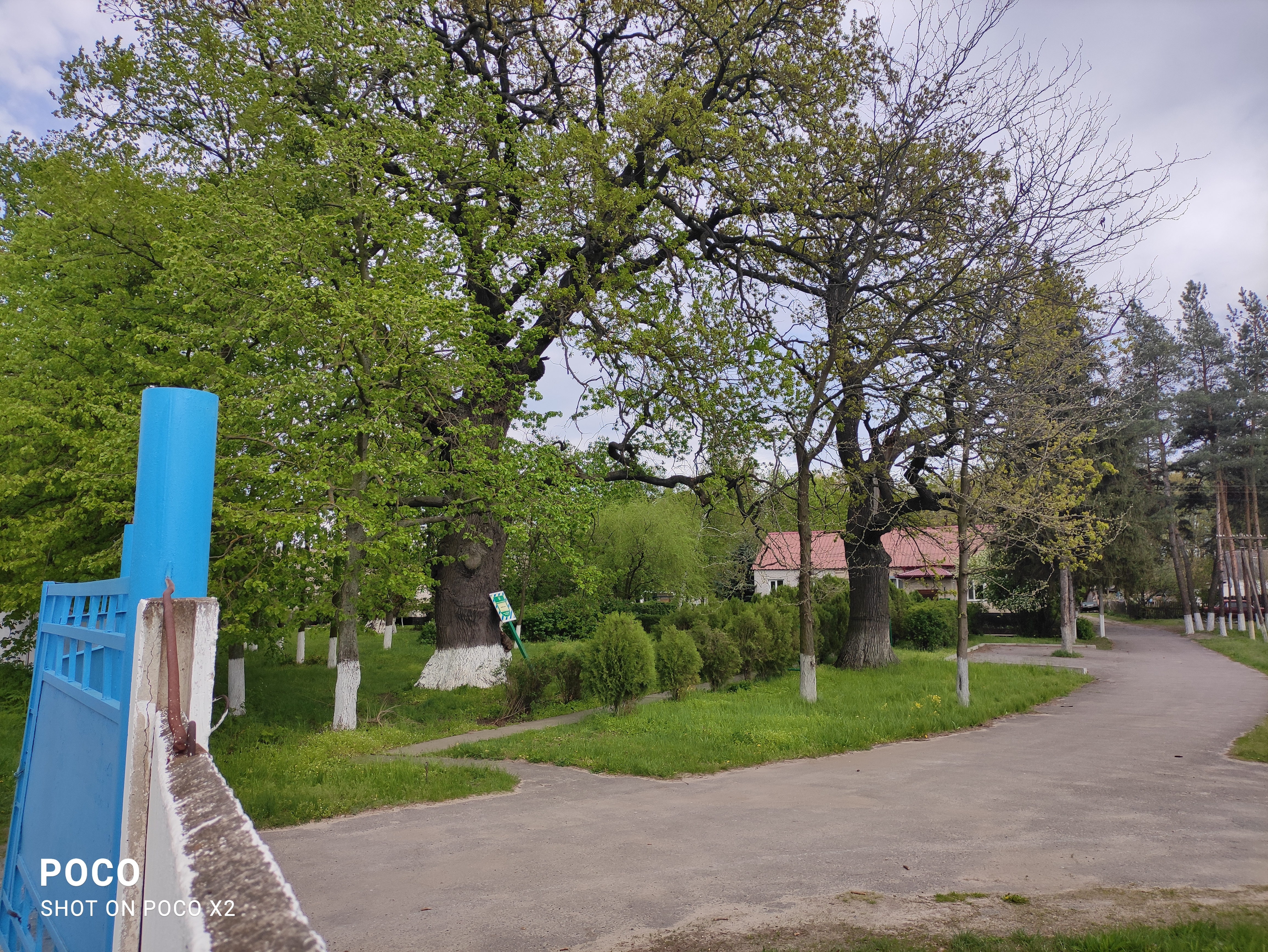
Вікові дуби

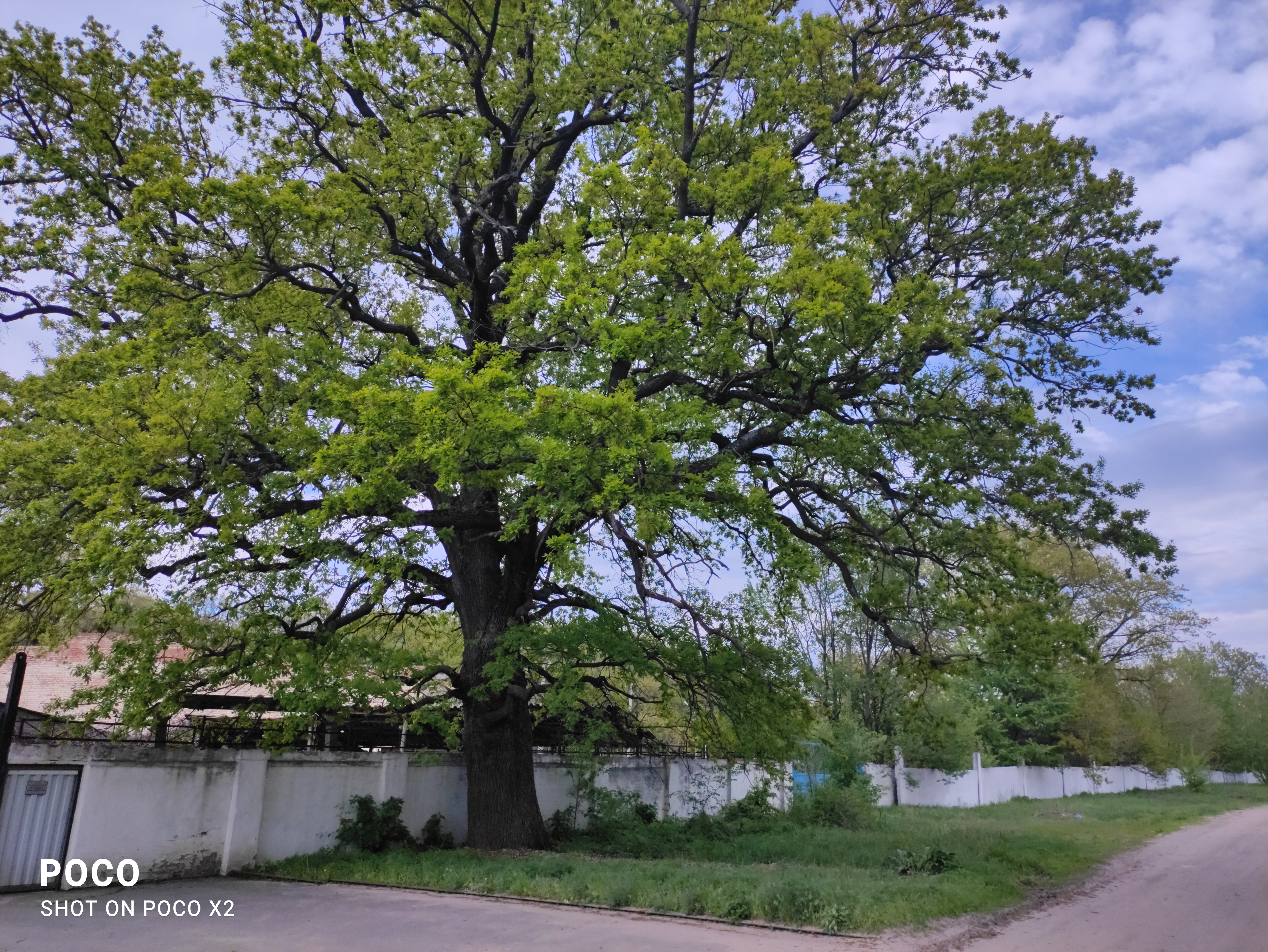
Вікові дуби

Вікові дуби — ботанічна пам'ятка природи місцевого значення. Пам'ятка природи розташована біля с. Вільне, Новомосковського району Дніпропетровської області, Новомосковський військлісгосп кв. 199, діл. 12.
Площа — 3,0 га, створено у 1972 році.